# Vörös Csillagkeresztes Lovagok

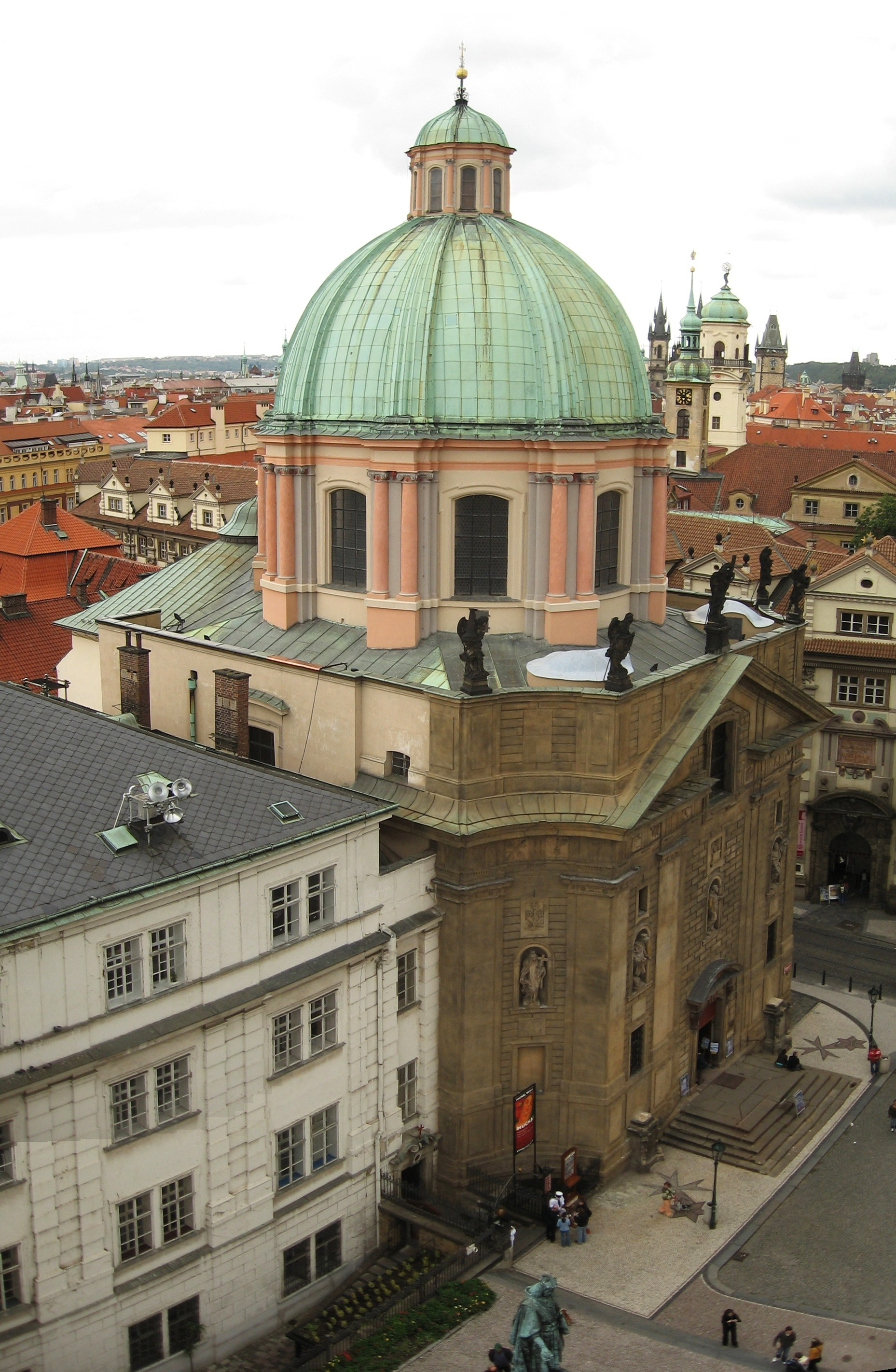
A prágai Assisi Szent Ferenc templom, mellette balra a rendházzal

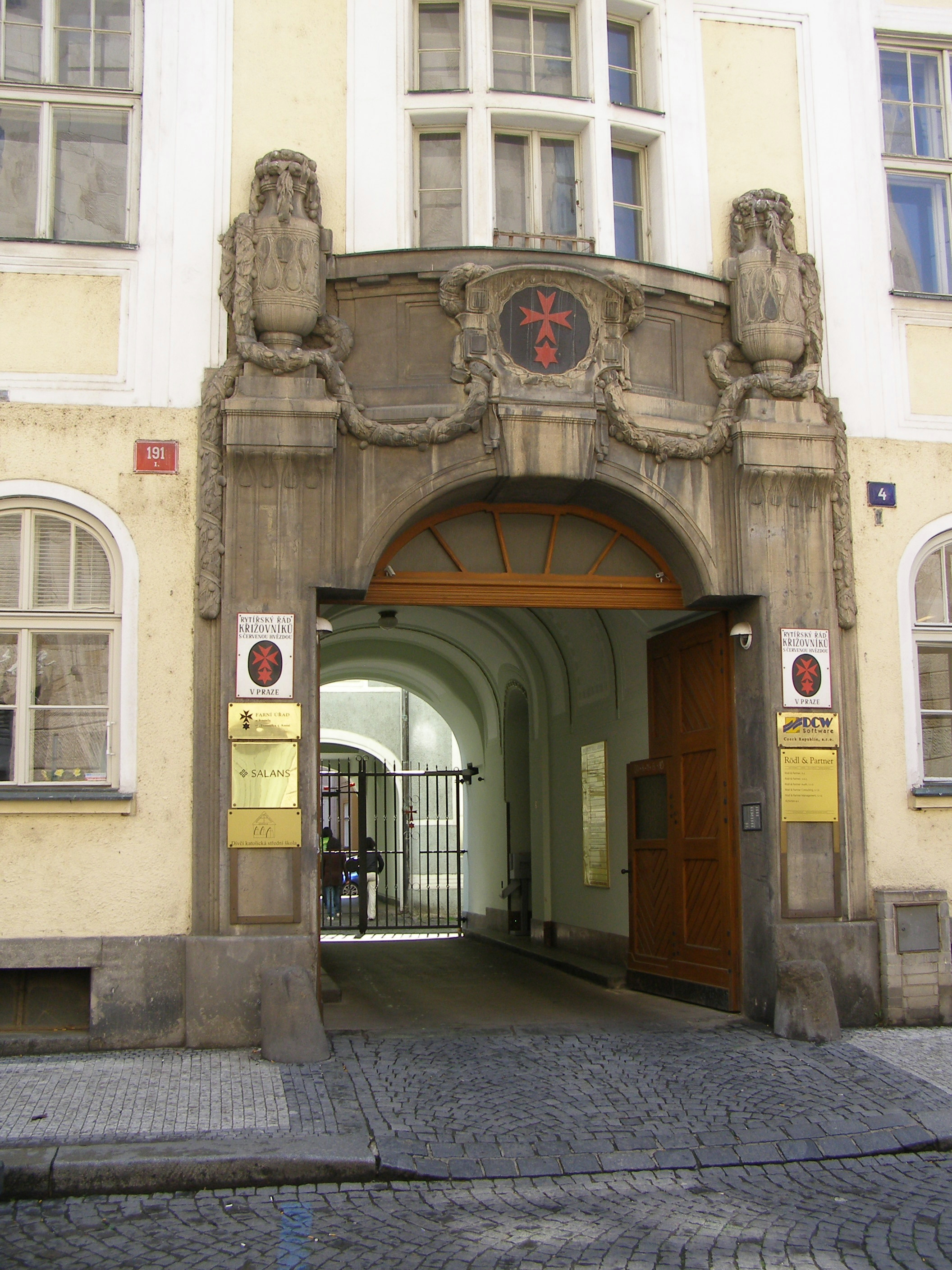
A prágai rendház bejárata

A Vörös Csillagkeresztes Lovagok, másként: Verescsillagos Keresztes Ispotályosok Rendje vagy bethlemiták (latinul: Crucigeri equestris ordinis cum rubea stella, Ordo sacrorum ac militarium Crucigerorum cum rubea stella; csehül: Křižovnický řád rytířů s červenou hvězdou; németül: Kreuzherren mit dem Roten Stern) lovagrend. Az egyetlen olyan szerzetesrend, amelynek Csehországban volt a székhelye.

## Története
Nem ismert a rend megalapításának pontos időpontja. Valószínűsítik, hogy valamikor az első keresztes hadjáratok idején alakult, a 12. század környékén. Ezen rend lovagjai harcoltak, betegeket ápoltak, valamint védelmezték és támogatásban részesítették a szláv zarándokokat. Feltételezések szerint más lovagrendeknél kevésbé voltak szervezettek, így csekélyebb jövedelemmel is rendelkeztek. Ebből kifolyólag keletről Európába települtek át ismeretlen időpontban. 1217 körül már Csehországban találjuk őket, Ponitzke (vagy Porzicz) faluban vásároltak egy kisebb birtokot maguknak. 
Az ismert Vörös Csillagkeresztes Lovagok rendje a prágai Szent Ferenc ágostonos konventből jött létre, 1233-ban Prágai Szent Ágnes itt nyitott kórházat. 1234-ben védlevelet kaptak Vencel cseh királytól, ezt 1237-ben IX. Gergely pápa bullával erősítette meg. A rend elsődleges feladata a betegek ápolása, valamint a lelkipásztorkodás volt. 1251-ben IV. Ince pápa újból elismerte a rendet, valamint Ágnes kérésére egy hatágú csillagot rendszeresített a lovagok vörös keresztjéhez, ezt a kereszt alatt hordták. (Eme vörös csillag Albertus Sternberg, akkori nagymester családi címeréből származik.) 1255-ben II. Przemysl Ottokár király kiváltságokkal is felruházta a rend tagjait, egyúttal Prága városát jelölte ki a nagymester székhelye gyanánt. A sziléziai Boroszlóban is tevékenykedett egy mester, aki a nagymesternek volt alárendelve. 1253-ban adományt kaptak Jámbor Henrik sziléziai herceg feleségétől, Annától (II. Ottokár leányától).
1342-ig joguk volt a Moldván átvezető Károly hídon hídvám szedésére; ők építették ki az Óvárosi hídtoronyban az erre szolgáló helyiségeket. Ehhez alkalmazkodva a rend központját a Károly hídtól keletre elterülő és róluk elnevezett Keresztesek tere északi oldalán alakították ki.      Itt építette fel nekik 1679–1689 között a Szent Ferenc-templomot Jean-Baptiste Mathey francia építész. A templom Utolsó ítéletet ábrázoló kupolafreskóját Wenzel Lorenz Reiner (Václav Vavřinec Reiner) festette 1722–1723-ban. Nyugati oldalához simul a rend generálisának korabarokk, 1661–1662 között épült háza, amelyre 1846-ban még egy emeletet húztak. Tovább északon csatlakozik a templomhoz a rend legnagyobb kolostora; az épületegyüttest a Klementinumtól elválasztó utcát ugyancsak a rendről, Keresztesek utcájának nevezték el (Křižovnická ulice).
A kolostor sarokrizalitjába beépítették az egykori Judit híd hídtornyának falmaradékát.
Az időközben nagy vagyonra szert tett lovagok a következő évszázadok folyamán Cseh-, Morva-, Lengyelországban, Litvániában és Ausztriában is letelepedtek. X. Kelemen pápa 1675-ben megerősítettek statútumukat, kiváltságaikat pedig 1699-ben II. Lipót császár. 

### A rend Magyarországon
Magyarországon is befogadták a Vörös Csillagkeresztes Lovagok rendjét az 1723. évi 46. törvénycikk alapján. Innentől fogva hazánkba is szert tehettek birtokokra. Kommendatúrájuk eleinte Pozsonyban volt, majd 1770-től Budán kapott helyet. Keresztély Ágost esztergomi érsek is szerepet játszott a megtelepedésükben, ő támogatta, hogy a rend Pozsonyban kórházat és szegényházat nyisson, ennek ellátására Prágából hívtak további rendtagokat. Götzel Ferenc házfőnők szerint már 1720-ban az országgyűlési befogadás is a prímásnak volt köszönhető. 
A rendet Magyarországon lovagrendnek nem, csak ispotályos rendnek ismerték el, hasonlóan az 1672-ben Pozsonyban működő irgalmasokhoz. Feltételezések szerint a budai prépostság nem volt állandó összeköttetésben a pozsonyi főnökséggel, ugyanis ez esetben a hivatal betöltője egyik pozíciójának sem tudott volna teljes mértékben megfelelni. 
1770-től a budai prépost egyben plébános is lett (Budai Szent István király várplébánia). Az első budai plébános személyében Scheiner Jánost tisztelték, egyúttal őt nevezték ki a Szent Jobb első őrének, aki ezen a tisztségen az Angolkisasszonyok főnöknőjével osztozott. 
A Vörös Csillagkeresztes Lovagok utolsó pozsonyi kommendátora Eberle József volt, 1774–től 1813-ig töltötte be hivatalát. II. József a pozsonyi kórházat feloszlatta, a rendet pedig Budára helyezte át. I. Ferenc 1792. június 6-án történt budai koronázásakor Eberle tartotta a palotában a Te Deumot. A Szent Jobbot, több másik értékkel együtt az ország keleti felébe menekítették. 1818-ban Klinger György plébános tartotta meg az első Szent István-napi nemzeti körmenetet. József nádor 1819-ben ezeket az ünnepségeket szabályozta: elrendelte, hogy kötelezően vegyenek részt rajtuk a polgári és a katonai hatóságok. Ez által nemzeti jelleg mellett a „hivatalos” arculatot is kihangsúlyozták (Szent Jobb-körmenet). 1820-ban háromnapos közszemlére állították a magyar Szent Koronát a budai Szent Zsigmond kápolnában. Klinger 1821-ben kieszközölte, hogy a Dráva melletti vaskai tényleges apátságba beiktassák. 
Rudolf Vince plébános alatt számtalan járvány dúlt, 1849-ben Buda ostroma alkalmával az udvari plébánia is megszenvedte a pusztításokat. A hagyomány úgy tartja, hogy a plébános a saját életét tette kockára, hogy megmentse a Szent Jobbot. Jutalom gyanánt a rend 1865-ben meghívta Prágába kommendátornak. 
Az utolsó csillagkeresztes várplébános címet Hoffmann Móric viselte. 1867. június 8-án Ferenc József megkoronázása, az udvar gyakori látogatásai Budán és Gödöllőn, Mária Valéria születése és keresztelése Budán, valamint az országgyűlésnek a Várban történt ünnepélyes megnyitói a közvélemény figyelmét ráterelték a budai Szent Zsigmond templomra, valamint az ott tevékenykedő „idegen” plébánosra. Innentől egyre szélesebb körben vitatták az 1723. évi 96. törvénycikket, ugyanis az abban foglalt rendelkezéséket a Vörös Csillagkeresztes Lovagok rendre semmibe vették, pl. soha, egyetlen magyar tagjuk sem dolgozott Budán — valószínűsítik, hogy egyáltalán nem is volt ilyen tagja a rendnek. Mindezek ellenére a tagokat bőségesen elhalmozták bizalommal, tisztelettel, ajándékokkal és kiváltságokkal. A Vörös Csillagkeresztes Lovagok nem váltak magyarrá, számtalan mulasztást elkövettek. A magyar sajtó több alkalommal is követelte, hogy az idegen lovagok helyére magyar papokat helyezzenek a magyar királyi udvarhoz. 1882. március 9-én Hoffmann Móricot kinevezték a bécsi Karlskirche plébánosává és az ottani rendház kommendátorságát is ráruházták. A Vallás- és Közoktatásügyi Minisztérium, valamint a közvélemény nyomására Ferenc József felmentette a lovagokat a várlaki lelkészség ellátása alól, a Szent Zsigmond-prépostságtól, valamint a Szent Jobb őrzésétől, egyúttal elrendelte azt is, hogy a plébániára és a Szent Jobb őrzésére innen kezdve a világi klérus tagjai által javasolt magyar honpolgárokat nevezzék ki. 1882. május 27-én a budai várlak plébánosának tisztével és a Szent Jobb őrzésével Maszlaghy Ferencet bízta meg a király.

## Jelvényük
A rend jelvénye 1713-ig aranyszegélyű és vörös zománcú, illetve vörös selyemből készült, aranyhímzéssel díszített latin horgonykereszt, amelynek alsó keresztszára erősen meghosszabbított. Ezen egy vörös színű hatágú csillag lóg. 1714 után a hasonló kivitelű rendjelvényben máltai kereszt látható.